# Windthorst (Texas)
Windthorst ist ein Ort in Archer- und Clay-County, Texas.

## Geschichte
Am 13. Juli 1891 wurde zwischen Clark und Plumb und Herrn F. T. Ledergerber ein Vertrag geschlossen, der auf einer Fläche von 75.000 Morgen eine Besiedlung durch deutsche Katholiken vorsah. Clark und Plumb verpflichteten sich auch, das Geld für den Bau einer Kirche, eines Pfarrhauses und einer Schule zu gewähren. Zwei Priester untersuchten in Folge dieses Grundstück und errichteten darauf am 26. Juli 1891 ein erstes Holzkreuz, auf dem sie den Namen der neuen Siedlung, Windthorst, anbrachten: Windthorst ist seither benannt nach dem Widersacher Otto von Bismarcks, Ludwig Windthorst.
Als offizieller Gründungszeitpunkt als katholische Gemeinde wird Freitag, der 1. Januar 1892 angegeben. An diesem Tage versammelte sich die aus drei Junggesellen und einer Familie bestehende Gemeinde zur allerersten Messe an dem Ort.